# Vrouwenrechten in Saoedi-Arabië
In Saoedi-Arabië zijn de vrouwenrechten beperkt in vergelijking met de rechten van vrouwen in veel van haar buurlanden. Het rapport Global Gender Gap van het World Economic Forum uit 2016 rangschikte Saoedi-Arabië op plaats 141 van 144 landen betreffende gendergelijkheid, en op plaats 134 van de 145 in 2015. De Economische en Sociale Raad van de Verenigde Naties koos Saudi-Arabië in de VN-Commissie voor vrouwenrechten voor de periode 2018-2022, een keuze die op brede schaal werd bekritiseerd door de internationale gemeenschap.
Een van de oorzaken is de strikte toepassing van de sharia-wetgeving die in Saoedi-Arabië van kracht is. Volgens de Encyclopedia of Human Rights zijn er twee 'sleutelbegrippen' in de islamitische juridische theorie die worden gebruikt om de vrouwenrechten in Saoedi-Arabië te beperken:
- scheiding van seksen, gerechtvaardigd onder het sharia-rechtsbegrip 'afscherming van corruptie' (dar al-fasaad), en
- vermeend 'gebrek aan capaciteit' van vrouwen (adam al-kifaa'ah) dat de basis vormt voor de noodzaak van een mannelijke voogd wiens toestemming moet worden gevraagd voor reizen, medische procedures, het verkrijgen van vergunningen, enz.[6]

Vervolgens speelt de traditie van het Arabische schiereiland ook een rol in de positie van vrouwen in de Saoedische samenleving. Het schiereiland werd voornamelijk bevolkt door patriarchale, nomadische stammen, waarin scheiding van vrouwen en mannen en namus (eer) centraal staan.

## Mannelijke voogden

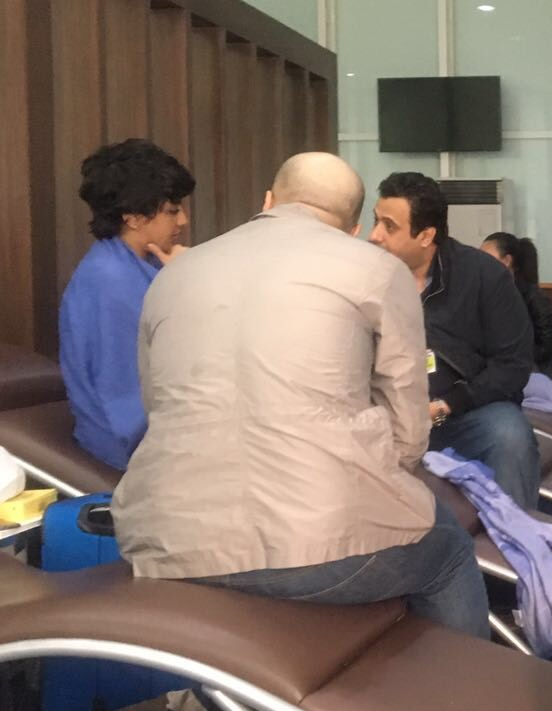
Laatst bekende foto van Dina Ali Lasloom (links), 10 april 2017, een 24-jarige Saoedische vrouw die probeerde te ontsnappen aan Saoedische voogdijwetten.

Onder de Saoedische wet moeten alle vrouwen een mannelijke voogd hebben, meestal een vader, een broer, een echtgenoot of een oom. Het is vrouwen verboden om te reizen, officiële zaken te doen of bepaalde medische procedures te ondergaan zonder toestemming van deze voogd.
 Vrouwen hebben de toestemming van hun voogd nodig voor:
- Huwelijk en echtscheiding
- Reizen
- Opleiding
- Het openen van een bankrekening
- Chirurgie, vooral wanneer deze seksueel van aard is

De wet die de toestemming van een voogd eiste wanneer een vrouw naar werk wou gaan zoeken werd in 2008 ingetrokken.
Progressieve activisten wijzen de voogdij af als vernederend voor vrouwen. Ze hebben er bezwaar tegen behandeld te worden als 'ondergeschikten' en 'kinderen'. Als extreem voorbeeld, in 2009 verbood een vader de pogingen van zijn dochter om buiten de stam te trouwen en stuurde haar als straf naar een psychiatrische inrichting. Ze kon hier niets tegen doen. De rechtbanken zien gehoorzaamheid aan de vader (haar voogd) als wet, zelfs bij zaken waarbij volwassen dochters betrokken zijn. De Saudische activiste Wajeha al-Huwaider is het ermee eens dat de meeste Saoedische mannen zorgzaam zijn, maar "het is hetzelfde gevoel dat ze hebben voor gehandicapte mensen of voor dieren. De vriendelijkheid komt voort uit medelijden, uit gebrek aan respect." Ze vergelijkt mannelijke voogdij met slavernij:
 Het eigendom van een vrouw wordt doorgegeven van de ene man naar de andere. Het eigendom van de vrouw wordt doorgegeven van de vader of de broer naar een andere man, de echtgenoot. De vrouw is slechts een stuk koopwaar, dat wordt overgedragen aan iemand anders - haar voogd   
De absurditeit van het voogdijstelsel wordt volgens Huwaider aangetoond door wat er zou gebeuren als ze zou proberen te hertrouwen: "Ik zou de toestemming van mijn zoon moeten krijgen."
De Saoedische regering heeft internationale verklaringen met betrekking tot vrouwenrechten goedgekeurd en benadrukt dat er geen wet over de mannelijke voogdij bestaat. Officieel houdt Saudi Arabië staande dat deze internationale overeenkomsten worden toegepast. Internationale organisaties en NGO's zijn echter sceptisch. "De Saoedische regering zegt één ding tegen de VN-mensenrechtenraad in Genève, maar doet iets anders binnen het koninkrijk", zegt Sarah Leah Whitson, directeur van het Human Rights Watch in het Midden-Oosten. Saoedische gesprekspartners vertelden een VN-onderzoeker dat internationale overeenkomsten weinig tot geen gewicht hebben bij Saoedische rechtbanken.

## Scheiding op basis van geslacht
Vrouwen en mannen die geen familieband hebben, hebben in Saudi Arabië nauwelijks contact met elkaar. Alle diensten, de hele openbare ruimte is verdeeld in gedeeltes voor mannen en gedeeltes voor vrouwen. Het mengen van niet-verwante mannen en vrouwen in het openbare en sociale leven is uiterst zeldzaam en beperkt tot enkele moderne westerse hogeropgeleide gezinnen. Vrouwen die sociale contacten hebben met een man die geen familielid is, kunnen worden lastiggevallen door de mutaween, de islamitische religieuze politie, en zelfs beschuldigd van het plegen van onkuisheid, overspel of prostitutie.
De meeste Saoedische huizen hebben een ingang voor mannen en een andere ingang voor vrouwen. Indien een niet gerelateerde man de vrouwenvertrekken van een Saoedisch huis binnen gaat, is dit een schending van de familie-eer. Het Arabische woord voor het afgezonderde gedeelte van het huis is harim wat tegelijkertijd 'verboden' en 'heilig' betekent. Privéruimte wordt geassocieerd met vrouwen, terwijl de openbare ruimte, zoals de woonkamer, gereserveerd is voor mannen. Traditionele huisontwerpen gebruiken ook hoge muren, binnenkamers en gordijnen om het gezin en met name vrouwen van het publiek af te schermen.
In de openbare ruimte is eenzelfde tweedeling. In restaurants, banken en andere openbare plaatsen in Saoedi-Arabië moeten vrouwen door aparte deuren naar binnen en naar buiten. Omdat de publieke ruimte van het leven het domein van mannen is, wordt van vrouwen verwacht dat ze zich buitenshuis versluieren. Vrouwen en mannen zonder familieband moeten sociale interactie minimaliseren. Van bedrijven wordt verwacht dat ze volledig aparte gebieden voor vrouwen creëren zodra ze vrouwen inhuren. Het openbaar vervoer is gescheiden. Openbare plaatsen zoals stranden en pretparken zijn ook afgescheiden, soms is de scheiding in tijd, zodat mannen en vrouwen op verschillende uren aanwezig zijn.
De segregatie is bijzonder streng in restaurants, omdat om te eten de sluier verwijderd moet worden. Westerse bedrijven hanteren vaak de Saoedische  voorschriften in restaurants, wat sommige activisten ertoe heeft aangezet om die bedrijven te bekritiseren. McDonald's, Pizza Hut, Starbucks en andere Amerikaanse bedrijven hebben bijvoorbeeld gescheiden eetruimtes in hun restaurants. In bepaalde delen van het dagelijks leven is de tweedeling minder streng. Vrouwen nemen gewoonlijk taxi's die door mannen worden bestuurd. Veel huishoudens hebben dienstmeisjes, die zich mengen met de niet-verwante mannen van de huishoudens. Dienstmeisjes en taxichauffeurs zijn meestal buitenlanders, wat soms als reden wordt gezien om minder strikt te zijn over de segregatie.

## Onderwijs
Analfabetisme in Saudi Arabië is laag. Echter onder vrouwen is analfabetisme wel hoger, 9%, bij mannen is dat 3%. Analfabetisme is de laatste decennia sterk verminderd. Ter vergelijking in 1970 konden slechts 2% van de vrouwen lezen en schrijven, en slechts 15% van de mannen. De kwaliteit van het onderwijs voor vrouwen is lager dan dat voor mannen. Curricula en schoolboeken worden minder vaak bijgewerkt en docenten zijn doorgaans minder goed opgeleid. Op hogere niveaus hebben mannen betere onderzoeksfaciliteiten. De islam drukt een grote stempel op het onderwijs. Een van de officiële beleidsregels is het bevorderen van "geloof in de ene God, de islam als de manier van leven, en Mohammed als de boodschapper van God". Het officiële beleid legt vooral de nadruk op religie in de opvoeding van meisjes: "Het doel van het opleiden van een meisje is om haar op de juiste islamitische manier op te voeden om haar plicht in het leven te vervullen, een ideale en succesvolle huisvrouw en een goede moeder te zijn, klaar om dingen doen die bij haar karakter passen." Het onderwijs in Saoedi-Arabië is gescheiden op alle niveaus, en in het algemeen gaan vrouwen en mannen niet naar dezelfde school. Bovendien is het mannen verboden om les te geven of te werken op meisjesscholen en vrouwen mogen niet lesgeven op jongensscholen. Het trouwen op zeer jonge leeftijd is ook een oorzaak van het niet volgen van voortgezet onderwijs door vrouwen. De uitval van meisjes stijgt rond de puberteit, omdat ze van school af gaan om te trouwen.

### Hoger onderwijs
De geslachtsrollen en scheiding in het professionele leven heeft tot gevolg dat vrouwen van bepaalde studierichtingen worden uitgesloten, of de toegang ertoe beperkt is. Vrouwen hebben dus minder of geen mogelijkheden om typische 'mannen-studies' te doen zoals techniek, farmacie, architectuur en rechten. Dit is de afgelopen jaren enigszins veranderd. Sommige studies, zoals wetgeving en farmacie, beginnen zich open te stellen voor vrouwen. Saoedische vrouwen kunnen in het buitenland wel alles studeren, maar er studeren aanzienlijk minder vrouwen in het buitenland in dan mannen. In 1992 studeerden drie keer zoveel mannen in het buitenland op overheidsbeurzen dan vrouwen. Vrouwen worden aangemoedigd om te studeren voor dienstensectoren of sociale wetenschappen. Onderwijs, geneeskunde, openbaar bestuur, sociale wetenschappen en islamitische studies worden geschikt geacht voor vrouwen. Van alle vrouwelijke universitair afgestudeerden in 2007 had 93% een diploma in het onderwijs of sociale wetenschappen.
De King Abdullah University of Science and Technology, die in september 2009 werd geopend, is de eerste campus van Saoedi-Arabië waar mannen en vrouwen naast elkaar studeren. Vrouwen volgen lessen met mannen, rijden auto op de campus en hoeven zich niet te bedekken. In het eerste jaar van deze Universiteit was 15% van de studenten vrouwelijk, deze hadden allemaal aan een buitenlandse universiteit gestudeerd. De lessen worden in het Engels gegeven.
De opening van de universiteit was aanleiding tot veel discussie. Sheikh Ahmad Qassim Al-Ghamdi, hoofd van Mekka-regio's mutaween, stelde echter dat de segregatie op basis van sekse geen basis heeft in de sharia of de islamitische wet en onjuist is toegepast in het gerechtelijke systeem van Saoedi-Arabië. Al-Ghamdi zei dat de hadith, de leringen van de profeet Mohammed, geen melding maakt van scheiding op basis van geslacht, en vermenging is daarom toegestaan onder de sharia. Er waren vervolgens veel oproepen voor (en geruchten over) zijn ontslag.
Technologie is een centraal onderdeel in het hoger onderwijs voor vrouwen. Veel vrouwencolleges gebruiken afstandsonderwijs om de beperkte mogelijkheden van het vervoer van vrouwen te compenseren. Mannelijke docenten mogen geen colleges geven aan vrouwen. Omdat er te weinig vrouwelijke docenten zijn, gebruiken sommige universiteiten videoconferenties om mannelijke professoren vrouwelijke studenten te laten onderwijzen zonder persoonlijk contact.

## Rechtspositie

### Identiteitskaarten
Saoedische mannen hebben een identiteitskaart die ze te allen tijde bij zich moeten dragen. Vóór 2001 kregen vrouwen geen ID kaart, maar werden ze als afhankelijk van hun mannelijke voogd op deze identiteitskaart genoemd, zodat ze "strikt genomen" niet in de openbare ruimte konden verschijnen zonder hun voogd.
Het aantonen van hun identiteit bij bijvoorbeeld de rechtbank was ook een probleem voor Saoedische vrouwen. Vrouwen hadden twee mannelijke relaties nodig om hun identiteit te bevestigen. Als een man ontkende dat de vrouw in de rechtszaal zijn moeder of zus was, zou de man op zijn woord geloofd worden. Hierdoor kon een vrouw snel in problemen komen bij zaken als eigendom en erfrecht als ze uit de gratie raakte bij haar familie. Het recht op bewegingsvrijheid van vrouwen en het recht op een eigen identiteitsbewijs zijn geleidelijk verbeterd.
In 2001 werd een klein aantal ID-kaarten uitgegeven voor vrouwen die toestemming hadden van hun voogd. De kaarten werden uitgegeven aan de voogd, niet aan de vrouwen, en door de regering uitgelegd als een manier om vervalsing en fraude te bestrijden. In 2006 was de toestemming van hun voogd voor een kaart niet langer nodig en tegen 2013 waren ID-kaarten verplicht voor vrouwen. In april 2010 werd een nieuwe, optionele identiteitskaart voor vrouwen uitgegeven waarmee ze in landen van de Samenwerkingsraad van de Arabische Golfstaten konden reizen. Vrouwen hadden geen mannelijke toestemming nodig om de kaart aan te vragen, maar hebben deze wel nodig om naar het buitenland te reizen.

### Familierecht

#### Huwelijk
In 2005 verbood de religieuze autoriteit van het land de praktijk van gedwongen huwelijken. Het huwelijkscontract is echter nog steeds officieel tussen de aanstaande man en de voogd van de aanstaande bruid. Polygamie is legaal in Saoedi-Arabië, maar de populariteit daalt, vooral bij jonge mensen. Polyandrie is verboden. Tot 2019 konden mannen van hun vrouw scheiden zonder hen zelfs maar daarvan op de hoogte te stellen. In januari 2019 keurde het Saoedische ministerie van Justitie een nieuwe wet goed die niet meer toestaat dat mannen in het geheim van hun vrouw scheiden zonder hen te informeren. Met de nieuwe verordening zouden de vrouwen een sms ontvangen van de rechtbank en kunnen via de website van het ministerie de documenten bekijken die verband houden met de beëindiging van hun huwelijkscontract.

#### Kinderen

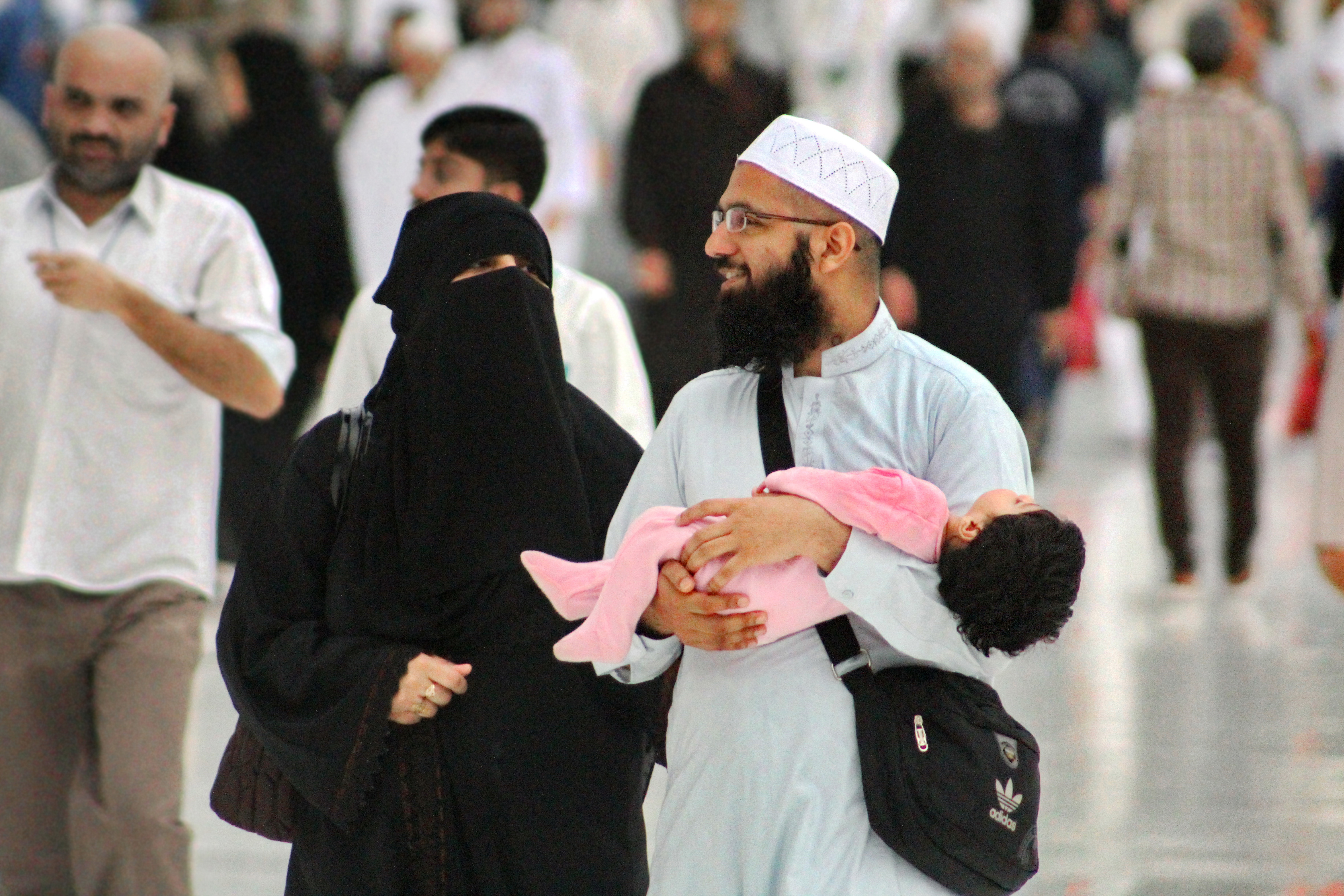
Een jong moslimpaar en hun peuter in Mekka

Er is geen minimum huwelijksleeftijd in Saoedi-Arabië. De meeste religieuze autoriteiten vinden een huwelijk van meisjes vanaf negen jaar en jongens vanaf vijftien jaar gerechtvaardigd. Ze geloven echter dat een vader op elke leeftijd zijn dochter kan laten trouwen zolang de voleinding is uitgesteld totdat ze de puberteit bereikt. Huwen op jonge leeftijd heeft ook een negatieve invloed op het onderwijs voor vrouwen, en een gezondheidsrisico omdat vrouwen zeer jong zwanger worden. De Saoedische mensenrechtencommissie veroordeelde het kinderhuwelijk in 2009 en noemde het 'een duidelijke schending van kinderen en hun psychologische, morele en fysieke rechten'. De commissie heeft aanbevolen dat huwelijksfunctionarissen zich houden aan een minimumleeftijd van 17 voor vrouwen en 18 voor mannen.
Vrouwelijke genitale verminking zou niet vaak voorkomen, en iets wat meer voorkomt bij minderheden zoals Afrikaanse immigranten. Sommige organisaties hebben echter geen vertrouwen in de officiële statistieken, vanwege de censuur door de overheid van gevoelige informatie en beperkingen voor onafhankelijke hulporganisaties.

#### Ouderlijke autoriteit
Juridisch gezien behoren kinderen tot hun vader, die alleen de voogdij heeft. Als een echtscheiding plaatsvindt, kunnen vrouwen de voogdij over hun jonge kinderen krijgen totdat ze de leeftijd van zeven jaar hebben bereikt. Oudere kinderen worden vaak toegekend aan de vader of de grootouders van de vader.

#### Overnamekwesties
Het aandeel in een erfenis in Saoedi-Arabië is voor vrouwen over het algemeen kleiner dan dat waarop mannen recht hebben. De Koran stelt dat dochters de helft zouden moeten erven in vergelijking tot zonen. In plattelandsgebieden krijgen vrouwen vaak zelfs helemaal niets, aangezien zij worden beschouwd als ondergeschikt aan hun vaders of echtgenoten. Trouwen buiten de stam is ook een reden om het erfdeel van vrouwen te beperken.

#### Huiselijk geweld
Huiselijk geweld in Saoedi-Arabië begon in 2004 publieke aandacht te krijgen nadat een populaire tv-presentatrice, Rania al-Baz, zwaar werd geslagen door haar man, en foto's van haar gezwollen gezicht werden gepubliceerd in de pers. Volgens Al-Baz sloeg haar man haar nadat ze de telefoon opnam zonder zijn toestemming en vertelde haar dat hij van plan was haar te vermoorden.
Geweld tegen vrouwen en kinderen in eigen huis werd tot 2013 niet beschouwd als een misdaad in Saoedi-Arabië. In 2008 kregen de 'social protection units', de Saoedi-Arabische versie van vrouwenopvang, de opdracht van de regering om uit te breiden in verschillende grote Saudische steden. Sommige Saoedische koninklijke stichtingen, zoals het King Abdulaziz Centrum voor Nationale Dialoog en de King Khalid Foundation, zijn ook voorlichtings- en bewustmakingscampagnes begonnen tegen huiselijk geweld. Vijf jaar later, in 2013, startte Saoedi-Arabië zijn eerste grote landelijke actie tegen huiselijk geweld, de reclamecampagne 'No More Abuse'.
In augustus 2013 keurde het Saoedische kabinet een wet goed die huiselijk geweld voor het eerst strafbaar stelde. Bij huiselijk geweld kan maximaal een straf opgelegd worden van een jaar en een boete van 50.000 riyals (12.000 euro). De maximale straffen kunnen worden verdubbeld voor recidivisten. De wet omvat psychologisch en seksueel misbruik, evenals fysiek misbruik. Het bevat ook een bepaling die werknemers verplicht om gevallen van misbruik op de werkplek aan hun werkgever te melden.

### Seksueel geweld en mensenhandel
In Saoedi-Arabië bestaat er geen wet die verkrachting specifiek criminaliseert of de straf voorschrijft. Het slachtoffer van verkrachting wordt vaak ook gestraft als ze het vrijwillig in het gezelschap van de verkrachter verkeerde en daarmee de scheiding van mannen en vrouwen overtrad. Er is geen straf op verkrachting binnen het huwelijk.
In de Qatif-verkrachtingszaak werd een 18-jarig slachtoffer van ontvoering en groepsverkrachting door een Saoedische rechtbank veroordeeld tot zes maanden gevangenisstraf en 90 zweepslagen. De rechter oordeelde dat ze wetten betreffende de scheiding van seksen had overtreden, omdat ze zich tijdens de aanval in een auto bevond die geen eigendom was van een familielid. Ze werd ook gestraft omdat ze probeerde de rechtbank via de media te beïnvloeden. Het Ministerie van Justitie verdedigde het vonnis en zei dat ze overspel pleegde en 'de aanval uitlokte' omdat ze 'onfatsoenlijk gekleed' was. Haar aanvallers werden schuldig bevonden aan ontvoering en werden veroordeeld voor gevangenisstraffen variërend van twee tot tien jaar.
Volgens Human Rights Watch filmde een van de verkrachters de aanval met zijn mobiele telefoon, maar de rechters weigerden het als bewijs toe te staan. Het slachtoffer vertelde ABC News dat haar broer haar probeerde te vermoorden na de aanval. De zaak trok internationale aandacht. De Verenigde Naties kritiseerden het systeem van mannelijke voogdij, die vrouwen ervan weerhouden om verkrachtingen te melden. Het VN-rapport betoogde dat vrouwen vanwege juridische en economische onafhankelijkheid niet kunnen ontsnappen aan misbruik.
De zaak bracht de Egyptisch-Amerikaanse journaliste Mona Eltahawy ertoe om te zeggen: "Wat voor soort God zou een vrouw straffen voor verkrachting? Dat is een vraag die moslims aan Saoedi-Arabië moeten stellen, want tenzij we de vastgeroeste vrouwvijandige leer van de islam in Saoedi-Arabië aanvechten, zal dat koninkrijk altijd een vrijbrief krijgen." In december 2007 gaf koning Abdullah het slachtoffer gratie, maar hij was het er niet mee eens dat de rechter een vergissing had begaan.
Migrantenvrouwen, vaak werkzaam als huishoudelijke hulp, vormen een bijzonder kwetsbare groep. Gezien hun zwakke rechtspositie kunnen ze makkelijk het slachtoffer worden van seksuele intimidatie of verkrachting. Slachtoffers zullen niet snel naar de Saoedische autoriteiten te stappen omdat ze de kans lopen zelf te worden vervolgd vanwege ‘immorele vergrijpen’. In 2006 zei de Amerikaanse ambassadeur John Miller, directeur van het Bureau voor toezicht en bestrijding van mensenhandel, dat de gedwongen arbeid van buitenlandse vrouwelijke huishoudsters de meest voorkomende vorm van slavernij was in Saoedi-Arabië. Miller beweerde dat mensenhandel overal voorkomt, maar dat misbruik van vrouwelijk huishoudelijk personeel in Saoedi-Arabië een bijzonder groot probleem is.

## Weerstand tegen verandering
Er is veel discussie over hoe de veranderingen tot stand gebracht moeten worden. Degenen die zich verzetten tegen activisten als Wajeha al-Huwaider zijn bang dat een alles-of-niets benadering een terugslag zal geven tegen elke verandering. Journaliste Sabria Jawhar is kritisch op al-Huwaider: "Het probleem met sommige Saudische activisten is dat ze grote veranderingen willen maken die in strijd zijn met de islam, die een voogd vereist voor reizende vrouwen. Als je je afvraagt waarom Saoedische vrouwen zich niet in groten getale bij al-Huwaider aansluiten, komt dat omdat ze gevraagd worden om tegen de islam in te gaan. Al-Huwaider's alles-of-niets standpunt ondermijnt haar geloofwaardigheid."
Een andere voorstander van tragere verandering is vrouwenrechtenactiviste en universitair hoofddocent Hatoon al-Fassi. Al-Fassi zegt dat recente campagnes voor vrouwenrechten het publieke debat over onderwerpen als kinderhuwelijk en verkrachting hebben geopend. "Het is overdreven om het een vrouwenbeweging te noemen. Maar we zijn trots om te zeggen dat er iets aan de hand is in Saoedi-Arabië. We zijn niet echt vrij, maar vrouwen kunnen zich vrijer uiten dan nooit tevoren." Ze zegt dat westerlingen de Saoedische cultuur niet begrijpen en wijst erop hoe traumatisch veranderingen kunnen zijn: "Mensen hadden hun hele leven één ding gedaan en één ding geloofd, en plotseling zeiden de koning en de grote geestelijken dat het mixen oké was. Je kunt je niet voorstellen welke impact het verbod op het mengen van seksen heeft op ons leven en wat het opheffen van dit verbod zou betekenen."
Vele vrouwen in Saudi Arabië zijn echter geen tegenstander van het systeem van mannelijke voogdij. Veel Saoedi's beschouwden hun land als "het dichtst bij een ideale en zuivere islamitische natie" en daarom bieden ze weerstand tegen de westerse waarden van gelijkheid van man en vrouw. De conservatieve geestelijke Mohsen al-Awajy zegt dat het land zich tegen secularisatie moet verzetten: "De Saoedische maatschappij is een speciale tribale samenleving en noch koning Abdullah noch iemand anders kan zijn eigen interpretatie van de islam opleggen. Ze kunnen niets doen zonder de islam. Er is geen Saoedi-Arabië zonder de islam."
Prinses Loulwa Al-Faisal beschrijft zichzelf als een conservatief en pleit voor verandering die geleidelijk en consistent met de islam is. Als lid van de koninklijke familie, betoogt ze dat de islam de rechten van vrouwen als gelijkwaardig maar verschillend ziet, wat zorgt voor een "een veilige samenleving die werkt en samenvoegt". Prinses Al-Faisal argumenteert: "De ultra-conservatieven en ultra-liberalen willen beiden hetzelfde, de vernietiging van de islamitische manier. Wij behouden die.". Volgens prinses Al-Faisal zijn Saoedische vrouwen op sommige manieren beter af dan westerse vrouwen: "hun eigendom is onschendbaar en mannen hebben de plicht om voor hen te zorgen." Ze zegt ook dat het 'gebrek aan bescheidenheid' in het Westen 'slecht voor de kinderen' is.
Daarentegen is Somayya Jabarti, redacteur van Arab News voor snellere verandering en meer activisme. Jabarti zegt dat er te veel vrouwen met autoriteit zijn die als "bijenkoninginnen" zijn, en niets doen om de status quo uit te dagen. "Mensen zeggen dat dingen veranderen voor vrouwen omdat ze het vergelijken met vroeger, toen dingen onder niveau nul lagen. Mensen zeggen 'verandering', maar het is allemaal relatief en het is heel, heel beperkt   . . .  Verandering komt niet, we nemen het   . . .  Ik denk niet dat de weg geplaveid is. Ik denk dat we het aan het opbouwen zijn via de genomen route   . . .  Meestal maken we echter pas op de plaats." 

## Invloed van sociale media en nieuwe technologie
De scheiding op basis van geslacht heeft er voor gezorgd dat de Saoedi zeer geïnteresseerd zijn in innovatieve communicatietechnologie, vooral als deze anoniem is. De Saoedi's waren een van de eerste gebruikers van Bluetooth-technologie, omdat mannen en vrouwen het gebruiken om stiekem te communiceren. Ook online sociale netwerken zijn populair als een manier om ideeën te delen die men niet openbaar kan uiten. Sommige conservatieve geestelijken riepen op tot het verbannen van Facebook. Een geestelijke noemde het een 'deur naar lust' en oorzaak van 'sociale strijd'. Sociale media wordt ook ingezet bij pogingen het land te ontvluchten. In januari 2019 lukte het de gevluchte Saoedische Rahaf Mohammed om via internet aandacht voor haar situatie te krijgen. Ze kon uiteindelijk voorkomen dat ze vanuit Thailand zou worden teruggestuurd naar haar familie in Saoedi Arabië en kreeg een vluchtelingen status in Canada.

## Buitenlandse visies

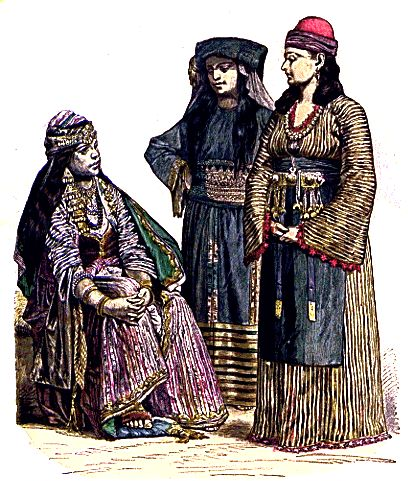
Drie moslimvrouwen in jurken uit de 19e eeuw. De middelste vrouw komt uit Mekka, de andere twee zijn Syrisch.

Westerse critici vergelijken de situatie van Saoedische vrouwen vaak met een systeem van apartheid, analoog aan de behandeling door Zuid-Afrika van niet-blanken gedurende het apartheidsregime in Zuid-Afrika. The New York Times schrijft: "Saoedische vrouwen worden veel van dezelfde rechten ontzegd die zwarten werden geweigerd tijdens de apartheid in Zuid-Afrika en toch behoort het koninkrijk nog steeds tot dezelfde internationale gemeenschap die Pretoria uit zijn club schopte." Sommige commentatoren hebben betoogd dat het Saoedische genderbeleid een misdaad tegen de menselijkheid is en tussenkomst van de internationale gemeenschap rechtvaardigt. Ze bekritiseren de Amerikaanse regering voor het aan de kaak stellen van de onderdrukking van de vrouw door vijanden zoals de Taliban, terwijl hun bondgenoten, zoals Saoedi-Arabië, een vergelijkbaar beleid voeren.
Van feministes uit de islamitische wereld komt kritiek op het cultureel relativisme van sommige progressieven in het Westen. Volgens de in Iran geboren Azar Majedi en Maryam Namazie is het de wortel van activistische passiviteit. Ze stellen dat de politieke islam misogynie is en dat de wens van westerse liberalen om de islam te tolereren hen blind maakt voor de schendingen van vrouwenrechten. Beiden beschouwen cultureel relativisme als racisme: "Om het botweg te zeggen, volgens dit concept, zou ik vanwege mijn geboorteplaats minder rechten hebben ten opzichte van een vrouw geboren in Zweden, Engeland of Frankrijk."